# Regnkläder

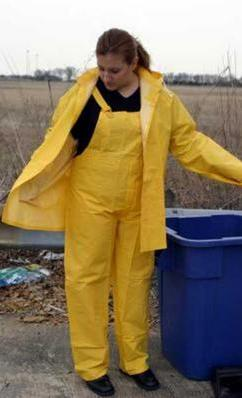
Kvinna i regnställ av galonväv, bestående av galonjacka och galonbyxor.

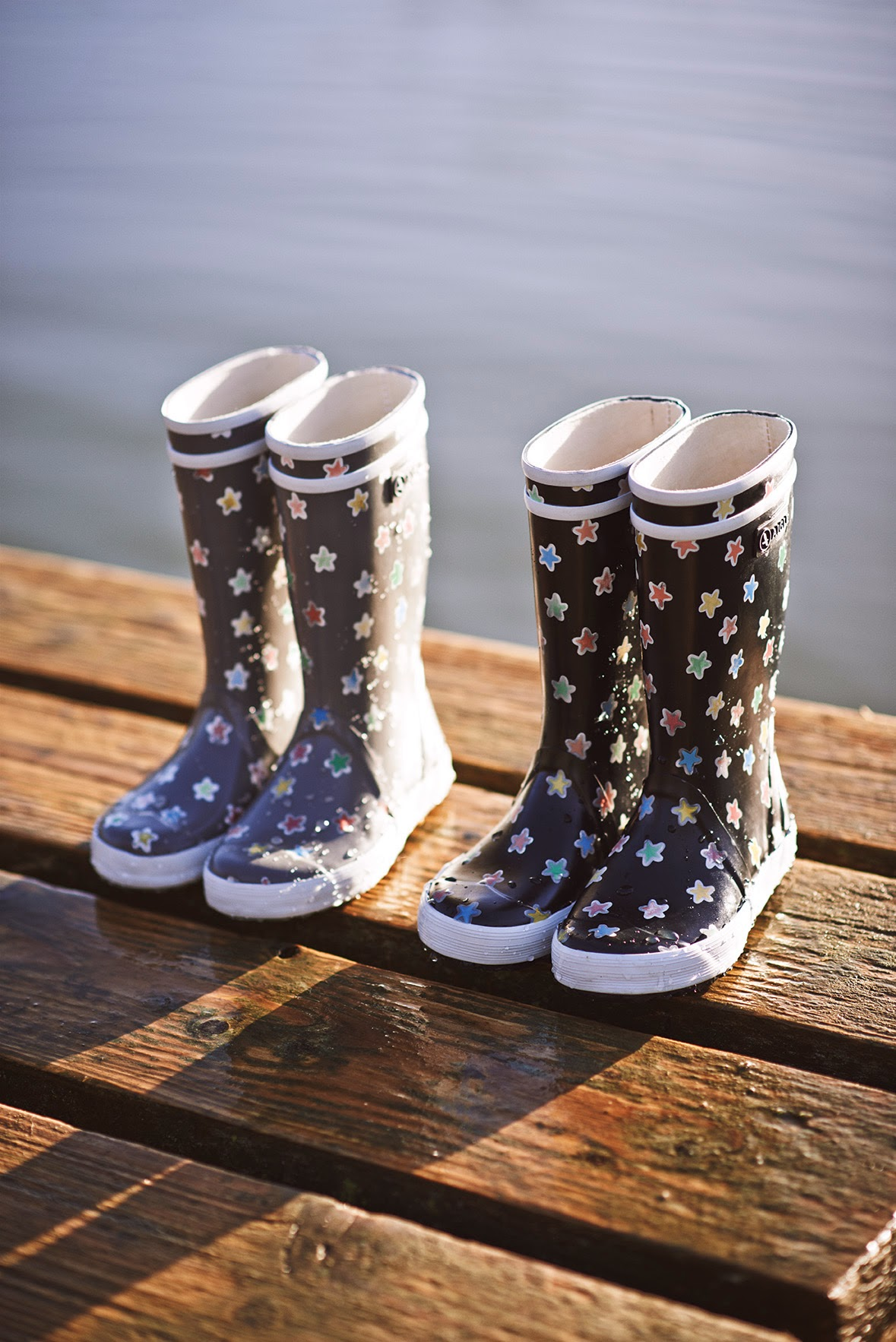
Gummistövlar.

Regnkläder är kläder av vattenavvisande eller vattentäta material, ofta olika nylon-, plast- och gummimaterial men även impregnerade textilier. De används som ytter- och överdragsplagg vid regnigt och/eller slaskigt väder samt vid våta aktiviteter som t.ex. biltvätt, segling och fiske. 
Varianter av regnkläder för överkroppen är regnjackor, regnrockar och regnkappor. De två sistnämnda täcker också en stor del av benen, men kan vara av olika längd. För att skydda sig mer effektivt under midjan finns även regnbyxor, som kan vara med eller utan hängslen; oavsett material kallas regnbyxor ofta för galonbyxor. En kombination av över- och nederdel kallas tillsammans regnställ. En regnoverall kombinerar båda i ett och samma plagg. Den som cyklar, väljer ibland en regnponcho. En huvudbonad avsedd för regnväder är sydvästen, som kan användas i stället för en i jackan eller rocken infälld kapuschong.
Man kan funktionellt dela in regnkläder i två huvudtyper; sådana som andas och sådana som inte andas. Regnkläder som andas släpper igenom den vattenånga som utsöndras från kroppen. Detta gör att det inte bildas kondens på regnklädernas insida. Regnkläder som inte andas släpper inte igenom vattenånga. Sådana regnkläder drabbas därför lätt av kondens på insidan, vilket gör att man kan bli våt inifrån vid otillräcklig ventilation, men utgör å andra sidan ett bättre skydd vid direktkontakt med våta ytor. Material som andas är till exempel goretex. Material som inte andas är till exempel gummi och galonväv.
Plaggets förmåga att motstå regn anges ibland med den fysikaliska enheten millimeter vattenpelare.
Om man inte har regnkläder, kan det ofta räcka med ett paraply som skydd mot nederbörden om vädret inte är för hårt. Paraplyet är emellertid känsligt för vind.